# Mala Dobra
Mala Dobra – wieś w Chorwacji, w żupanii primorsko-gorskiej, w gminie Skrad. W 2011 roku pozostawała niezamieszkana.